# Mosquée impériale de Pristina
La mosquée impériale de Pristina (en serbe cyrillique : Царска џамија у Приштини ; en serbe latin : Carska džamija u Prištini ; en albanais : Xhamia e Madhe), également connue sous le nom de mosquée Mehmed Fatih (albanais : Xhamia Sulltan Mehmet Fatih), du nom du sultan qui en a ordonné la construction, est une mosquée située à Prishtinë/Pristina, la capitale du Kosovo.
Construite en 1461, la mosquée impériale est la plus grande du centre ville ; édifiée huit ans après la prise de Constantinople par les Ottomans, son architecture est de type ottoman brussien, caractéristique des constructions islamiques dans les Balkans.
Elle est inscrite sur la liste des monuments culturels d'importance exceptionnelle de la république de Serbie.

## Histoire
Pendant la grande guerre turque, à la fin du XVIIe siècle, la mosquée a été convertie temporairement en église catholique. Un des plus importants écrivains albanais, Pjetër Bogdani, également dirigeant actif de la résistance face aux Ottomans, était enterré à cet endroit. Après la reconquête des Ottomans, en 1690, les ossements de Pjetër Bogdani ont été exhumés et jetés dans les rues par les soldats ottomans.